# Желязно
Желязно е село в Южна България. То се намира в община Марица, област Пловдив.

## География
Село Желязно се намира в Горнотракийската низина на 5 км северно от град Пловдив на надморска височина 100 – 199 м. Площта на селото е 651 ха.

## История
Село Желязно е създадено в началото на 19 век под името Денемир капи. През 1878 г. в един от чифлиците се заселва Никола Латинин от Пловдив, който можем да приемем за основател на днешното село. Първоначално то се е намирало на северозапад от настоящото местоположението на селото. Обитавало се от смесено население – българи и турци. Било е голямо, заградено с големи дувари и с тежки железни порти. Това е и причината да носи името Денемир Капи (железни порти). Легенда разказва, че в селото дошъл свещеник да събира пари за построяване на църква или манастир. Никой от населението не се отзовал. Свещеникът прокълнал селото, което в действителност по-късно изгоряло. Днешното село е създадено върху три големи чифлика. По време на Руско-турската война продаваните на безценица от турците чифлици били купени от заможни хора, дошли от Средногорието, от Демирджелер. През 1944 г. селото, наричано Демирджелер, е преименувано на Желязно.

## Население
Численост на населението според преброяванията през годините:
| \| Година на преброяване \| Численост \| \| --------------------- \| --------- \| \| 1934 \| 244 \| \| 1946 \| 274 \| \| 1956 \| 398 \| \| 1965 \| 354 \| \| 1975 \| 361 \| \| 1985 \| 383 \| \| 1992 \| 353 \| \| 2001 \| 383 \| \| 2011 \| 361 \| \| 2021 \| 361 \| |           |
| Година на преброяване | Численост |
| 1934 | 244       |
| 1946 | 274       |
| 1956 | 398       |
| 1965 | 354       |
| 1975 | 361       |
| 1985 | 383       |
| 1992 | 353       |
| 2001 | 383       |
| 2011 | 361       |
| 2021 | 361       |

### Етнически състав
Преброяване на населението през 2011 г.
Численост и дял на етническите групи според преброяването на населението през 2011 г.:
|                     | Численост | Дял (в %) |
| Общо                | 361       | 100.00    |
| Българи             | 299       | 82.82     |
| Турци               | 23        | 6.37      |
| Цигани              | 3         | 0.83      |
| Други               |           |           |
| Не се самоопределят |           |           |
| Неотговорили        | 34        | 9.14      |

### Любопитно
Местната църква носи името „Св. Георги Победоносец“.
Първото училище в село Желязно – „Св. св. Кирил и Методий“ – е открито през 1930 г. В него до 1998 г. се обучават ученици от 1. до 4. клас. Към днешна дата училището е закрито.
Читалище „Васил Левски“ е открито през 1943 – 1944 г. от Иванка Бояджиева – учителка от село Гъбарево, Казанлъшко, преподавала в училището. Към 1995 г. сградата на читалището е реституирана и то престава да съществува.
Селото е заселено в мнозинството си от преселници от село Тешово, Гоцеделчевско, бившата бомболеярна на ВМРО и съответно сега повечето от желязновци са членове на местната организация на ВМРО, представлявана от Цветан Малехунов.

### Културни и природни забележителности
В землището на селото се намират две тракийски могили – „Висока могила“ и „Петранина могила“.